# Гай Лукулий Хир
Гай Лукулий Хир (Gaius Luculius Hirrus или Caius Lucceius C. F. Hirrus) e политик на късната Римска република. Произлиза от триба Пупиния.
През 53 пр.н.е. той е народен трибун.
През 52 пр.н.е. кандидатсва за авгур, през 51 пр.н.е. за едил с Марк Целий Руф и двата пъти губи изборите. Отива при приятеля си Цицерон в Киликия, където той е управител.
През 49 пр.н.е. служи при Помпей и е изпратен при Ород II, царят на Партското царство. През 48 пр.н.е. Юлий Цезар му прощава и той се връща в Рим.